# Sybreed
Sybreed – zespół z Genewy w Szwajcarii wykonujący muzykę z gatunku industrial metal. Nazwa zespołu to kontaminacja słów syntetyczny (ang. synthetic) i rasa (ang. breed).
Sybreed został utworzony w 2003 roku przez wokalistę Benjamina Nomineta i gitarzystę Thomasa Betriseya, którzy wcześniej pracowali razem w zespole Rain. W 2004 roku, Sybreed wydał debiutancki album Slave Design. Większość koncertów promujących album odbyła się w Europie.

## Dyskografia
Albumy
- Slave Design (2004)
- Antares (2007)
- The Pulse of Awakening (2009)
- God Is An Automaton (2012)

EP
- A.E.O.N. (2009)
- Challenger (2011)